# Steelcase
Steelcase est une entreprise spécialisée dans le mobilier de bureau et aménagement d’espaces de travail.

## Histoire
L'entreprise est créée en 1912, à Grands Rapids, dans l’État américain du Michigan, sous le nom de The Metal Office Furniture Company. Depuis 2006, le siège de la division europe-moyen-orient-afrique du groupe est situé à Schiltigheim, à l'Espace européen de l'entreprise, dans l'Eurométropole de Strasbourg. Au classement Fortune 1000 (classement 2006) des plus grandes entreprises américaines par chiffre d'affaires publié en 2006 par le magazine américain Fortune et qui correspond au classement effectif en 2005, l'entreprise est au rang 663 avec 2 613,8 millions d'US$.
Steelcase a été nommée parmi les entreprises les plus admirées dans le monde par le magazine Forbes en 2018, 2019 et 2020.

## Principaux actionnaires
Au 21 avril 2020
| The Vanguard Group                  | 9,94% |
| Earnest Partners                    | 8,26% |
| Cooke & Bieler                      | 5,31% |
| Wellington Management               | 4,67% |
| Dimensional Fund Advisors           | 4,66% |
| Independence One Capital Management | 3,80% |
| BlackRock Fund Advisors             | 3,64% |
| Capital Research & Management (go)  | 3,36% |
| LSV Asset Management                | 3,35% |
| Veredus Asset Management            | 2,86% |

## Activité en France
La filiale française a généré un chiffre d'affaires de 324 millions d'euros, un résultat de 14 millions d'euros et emploie fin février 2017. Elle emploie, fin 2018, 658 personnes à Schiltigheim, Saint-Léonard, Vitrolles, Sarrebourg et Labège.

## Activité en Europe
Le groupe Steelcase possède des usines de production à Madrid, Rosenheim, Sarrebourg et Stříbro, un showroom à Munich, Londres et Paris (appelés Linc et WorkLifes), des plateformes de distribution à Saint-Léonard, Grossostheim, ainsi que des bureaux à Schiltigheim, Rosenheim et d'un centre de fonctions support à Cluj-Napoca.